# Lecionário 157
O Lecionário 157 (designado pela sigla ℓ 157 na classificação de Gregory-Aland) é um antigo manuscrito do Novo Testamento, paleograficamente datado do 1253 d.C.[a]
Este codex contém lições dos evangelhos de Mateus, Lucas e João (conhecido como Evangelistarium), mas com lacunas[a]. Foi escrito em grego, e actualmente se encontra na Biblioteca Bodleiana.